# 想い出を閉じこめて
『想い出を閉じこめて』（おもいでをとじこめて）は、1993年3月21日に日本コロムビアから発売された中西保志の3枚目のシングル。

## 収録曲
1. 想い出を閉じこめて
作詞：夏目純　作曲：都志見隆　編曲：富田素弘
2. 二人ぶんの熱い夢
作詞：並河祥太　作曲・編曲：オズニー・メロ
3. 想い出を閉じこめて（オリジナル・カラオケ）